# Westfale
Der Westfale ist eine Pferderasse und nach dem Hannoveraner die zweitgrößte geschlossene deutsche Warmblutzucht.
Hintergrundinformationen zur Pferdebewertung und -zucht finden sich unter: Exterieur, Interieur und Pferdezucht.

## Exterieur
Der Westfale entspricht den Vorstellungen des heutigen Sportpferdetyps. Er ist dem Hannoveraner, von dem er stark beeinflusst wurde, sehr ähnlich, aber oftmals etwas gröber als dieser, da weniger Vollblüter als in der hannoverschen Zucht eingesetzt wurden.

## Interieur
Der Westfale gilt als verhältnismäßig ruhiges Sportpferd, das auch als Freizeitpferd geeignet ist. Er zeigt hohe Lernbereitschaft und Zuverlässigkeit. Außerdem ist er wie die meisten deutschen Warmblüter freundlich und menschenbezogen.

## Zuchtgeschichte
Das Landgestüt Warendorf, das Zentrum der Westfalenzucht, wurde im Jahr 1826 gegründet. Anfangs war der Zuchterfolg sehr gering, da die Anfordernisse der bäuerlichen Umgebung in den Zuchtzielen des Gestüts keine Berücksichtigung fanden. Erst als gegen Ende des 19. Jahrhunderts diese Erfordernisse Einfluss auf das Zuchtziel gewannen, stellte sich sowohl in Kalt- als auch Warmblutzucht schnell der erhoffte Erfolg ein. 1904 wurde das Westfälische Pferdestammbuch gegründet, das noch in gleichen Teilen die Kalt- und Warmblutzucht berücksichtigte. Bis Ende des Zweiten Weltkrieges lag der Schwerpunkt der Zucht auf Pferden, die für die Feldarbeit (Kaltblutzucht) und für die Arbeit als Kutschpferd (Warmblutzucht) geeignet waren. Mit dem Ende des Zweiten Weltkrieges ging der Bedarf an diesen Rassen durch die aufkommende Motorisierung stark zurück, so dass man sich mehr der Entwicklung des Reit- und Sportpferdes widmete. Es wurden Hengste aus anderen Rassen, z. B. Hannoveraner, Holsteiner, Trakehner, aber auch Selle Français, Anglo-Araber und andere Vollblüter eingesetzt. Im Gegensatz zu anderen Zuchten wurden hauptsächlich einheimische Rassen eingekreuzt und so entwickelte sich langsam aber stetig der moderne Westfale.